# 東京ヘリポート

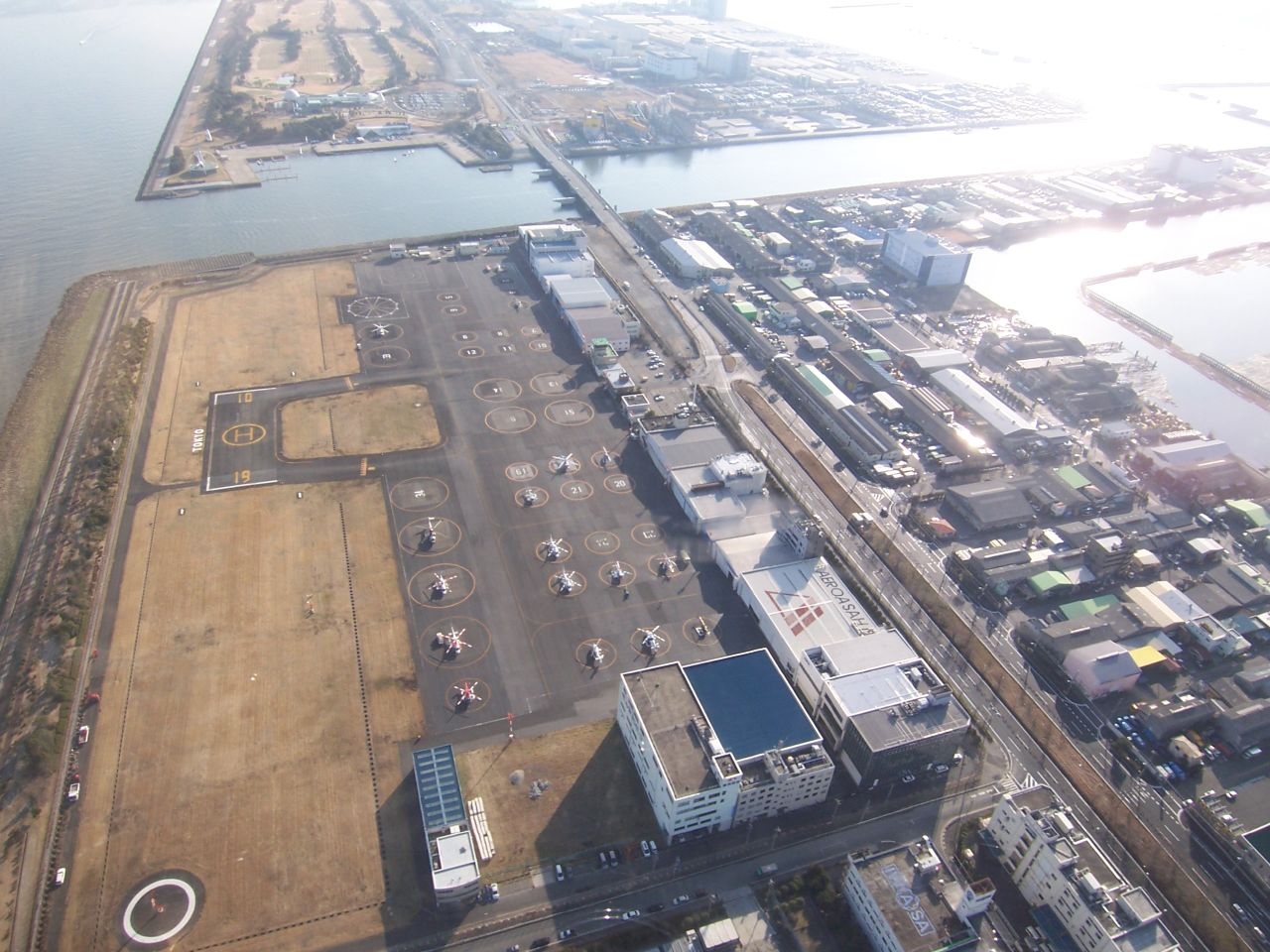
東京ヘリポートを北側上空から（2008年2月）

東京ヘリポート（とうきょうヘリポート）は、東京都江東区新木場にある公共用ヘリポート。東京都営空港の一つ。正式名称は東京都東京ヘリポート（とうきょうと とうきょうヘリポート）。

## 沿革
- 1964年6月15日 - 江東区第七号埋立地（現在の江東区辰巳二丁目）に暫定開港
- 1972年6月15日 - 現在の場所に移転開港[1]
- 1980年4月1日 - 横浜市消防局航空隊が1号機を運用開始[2]
- 1982年3月 - 横浜ヘリポートの竣工に伴い横浜市消防局航空隊が転出[2]
- 1985年
  - 3月17日～9月16日 - 科学万博の期間中、会場の茨城県筑波郡までの定期旅客輸送を実施
  - 7月 - 川崎市消防局航空隊が1号機（BK117）を運用開始
- 1988年4月18日 - 建設省関東地方建設局が河川・道路管理用にヘリコプター（ベル 214ST）を運用開始
- 1989年 - ヘリポート拡張、新滑走路供用開始[1]
- 1990年 - ヘリポート拡張により、全面供用開始
- 2003年2月20日 - 計器進入方式を設定

伊豆諸島からの救急患者輸送目的の飛行に限定しての適用。これにより悪天候時の着陸が可能になる
- 2006年7月1日 - 雄飛航空が新東京国際空港（成田国際空港）までの旅客乗り合い輸送を開始
- 2011年4月7日 - 計器進入方式の廃止

## 利用状況
公共機関のヘリや在京マスコミ各社の報道ヘリ、遊覧飛行やチャーター便、訓練飛行などを行う民間航空会社など、多種多様なヘリコプターが常に多数駐機し、頻繁に発着が見られる。

### 旅客輸送

#### 科学万博
1985年の国際科学技術博覧会（科学万博）の開催に際し、道路交通の渋滞を避ける交通手段として、首都圏の数ヶ所から茨城県筑波郡の臨時ヘリポートまでのヘリコプターによる定期旅客輸送が実施された。東京ヘリポートからは、朝日航洋がベル 412/212を使用して筑波との間に1,736便を運航（352便欠航）、成田空港との間に8便を運航（3便欠航）した。

#### 成田空港
AirX社が2019年に成田空港と約18分で結ぶ直行便を開設した。
2006年7月1日から、雄飛航空の成田空港直通乗り合い路線「成田ヘリ・エクスプレス」の新路線として、東京ヘリポート発着の路線が運航されている。予約があった場合のみ運航するチャーター便となっている。

## 主な使用者

### 公共機関
- 警視庁航空隊（本部・江東飛行センター）
- 東京消防庁航空隊（江東航空センター）
- 川崎市消防航空隊（川崎市消防局）
- 国土交通省関東地方整備局防災ヘリコプター（朝日航洋に運航委託）

### 報道機関
- 共同通信社（東邦航空に運航委託）
- 中日新聞東京本社（自社運航）
- NHK（オールニッポンヘリコプターに運航委託）
- 日本テレビ（朝日航洋に運航委託）
- TBS（朝日航洋に運航委託）
- フジテレビ（朝日航洋に運航委託）
- テレビ朝日（東邦航空に運航委託）
- テレビ東京（中日本航空に運航委託）

### 民間航空会社
- 東邦航空
- 朝日航洋
- 中日本航空
- オールニッポンヘリコプター
- 新日本ヘリコプター
- アカギヘリコプター
- ノエビアアビエーション

### ヘリコプターメーカー
- ユーロコプタージャパン
- ユーロコプタージャパン T&E

## 施設
- 総面積 : 5万平米
- 滑走路 : 長さ90m×幅30m
- 誘導路 : 長さ40m×幅15m
- 格納庫 : 7,500平米

※上記値は全て開港当時のもの

## 登場作品
- 『逮捕しちゃうぞ the MOVIE』（アニメーション映画、1999年公開）